# Ооцит
Ооци́т, или овоци́т (др.-греч. ᾠόν — яйцо + κύτος — «клетка»), — женский гаметоцит или половая клетка, участвующая в размножении. Ооцит вырабатывается в яичнике во время женского гаметогенеза. Женские половые клетки продуцируют первичные половые клетки (PGC), которые затем подвергаются митозу, образуя оогонию. Во время оогенеза оогония становится первичным ооцитом. Ооцит — это форма генетического материала, которую можно собирать для криоконсервации.

## Формирование
Образование ооцита называется ооцитогенезом, который является частью оогенеза. Оогенез приводит к образованию как первичных ооцитов в период плода, так и вторичных ооцитов после него как часть овуляции.

## Характеристики

### Ядро
Во время первичной стадии оогенеза ядро ооцита называется зародышевым пузырьком.
Единственный нормальный тип вторичного ооцита человека имеет 23-ю (половую) хромосому как 23, X (определяющая женщину), тогда как сперматозоид может иметь 23, X (определяющая женщину) или 23, Y (определяющая мужчину).